# Андріївський залізничний міст
Андріївський залізничний міст — міст Малого кільця Московської залізниці через Москву-ріку у Москві, у межах станції Канатчиково. Сучасний міст побудований в 1999—2000 поблизу місця, на якому стояв старий Андріївський (Сергієвський) залізничний міст спорудження 1905—1907. Основа головної арки старого Андріївського моста використана при будівництві Пушкінського пішохідного моста.

## Андріївський (Сергієвський) залізничний міст (1905—1907)
Перші потяги Малого кільця МЗ пройшли від Канатчикова до станції Воробйові Гори тимчасовим дерев'яним мостом завдовжки 278 м, з фермовими прогонами по 32 м. Цей міст «системи Лембке», з повноцінними русловими базами, коштував всього 100 000 рублів. Через деякий час на його місці був збудований постійний міст, який прослужив до 1999 року. Спочатку міст називався Сергієвським, у пам'ять про великого князя Сергія Олександровича, полеглого від есерівської руки. У 1917 р, після Лютневої революції, перейменований в Андріївський — по імені Андріївського монастиря (згодом закритого), розташованого на правому березі річки.
Андріївський (Сергієвський) і однотипний Краснолузький залізничні мости були побудовані в 1905—1907 за проектами інженера Л. Д. Проскурякова і архітектора О. Н. Померанцева. При будівництві Андріївський міст мав один головний прогін, перекритий серпоподібною аркою завдовжки 135 м і заввишки 15.14 м, і два берегових прогони по 18 м. Поза арками, на консолях, були влаштовані пішохідні тротуари. Бази моста спиралися на підмурівок з дерев'яних паль. Перед перебудовою 1999 року вони все ще залишалися у файному стані.
У 1937 берегові підмурівок були відремонтовані й додано ще один бічний прогін з боку набережної Фрунзе.

## Андріївський залізничний міст (1999—2000)
При будівництві Третього транспортного кільця, що прямує паралельно трасі Малого кільця МЗ, треба було прокласти поблизу старого Андріївського моста два нових: автомобільний (не менше восьми смуг) і залізничний. Для цього залізницю перемістили на північ від її історичної траси, що і зажадало будівництва як нової арки, так і нових опор моста — у 22 м нижче за течією, ніж старий Андріївський міст (на відміну від Нового Краснолузького моста, який зберіг колишні, померанцевські опори). Аналіз стану конструкцій мосту показав, що перенесення старої арки на нове місце — недоцільне. Старий міст перемістили баржами на півтора кілометра вниз за течією, а на його місці були збудовані Андріївський автомобільний міст і новий Андріївський залізничний (першим був зданий автомобільний міст). Головний інженер проекту — С. С. Ткаченко («Трансмост», СПб).
При тій же ширині прогону, 135 м, новий міст вище — стріла підйому арки зросла до 21.5 м. Опори арки — на буронабивних палях діаметром 1.5 м, всього під кожною опорою 77 паль завглибшки до 32 м. Арка повторює контур Проскуряковського мосту, проте її візуально пригнічує масивна балка близько розташованого автомобільного моста (що має відмінний від залізничного моста нахил).
По мосту проходять дві електрифікованих колії головного ходу Малого кільця. Колії знаходяться в межах станції Канатчиково: вхідні світлофори знаходяться трохи на північний захід від мосту, а основний колійний розвиток станції знаходиться на південний схід, за Гагарінським тунелем. На північний захід від мосту починається перегін до станції Пресня. Рух по мосту до 2016 року тільки вантажний, у 2016 році закінчено реконструкцію Малого кільця з електрифікацією і запуском пасажирського руху.
Поруч із коліями по північній частині мосту проходить пішохідна доріжка, що з'єднує два береги, відокремлена від колій парканом. По ній також можливий прохід від/на площу Гагаріна на південний схід.